# Wolfgang Loitzl

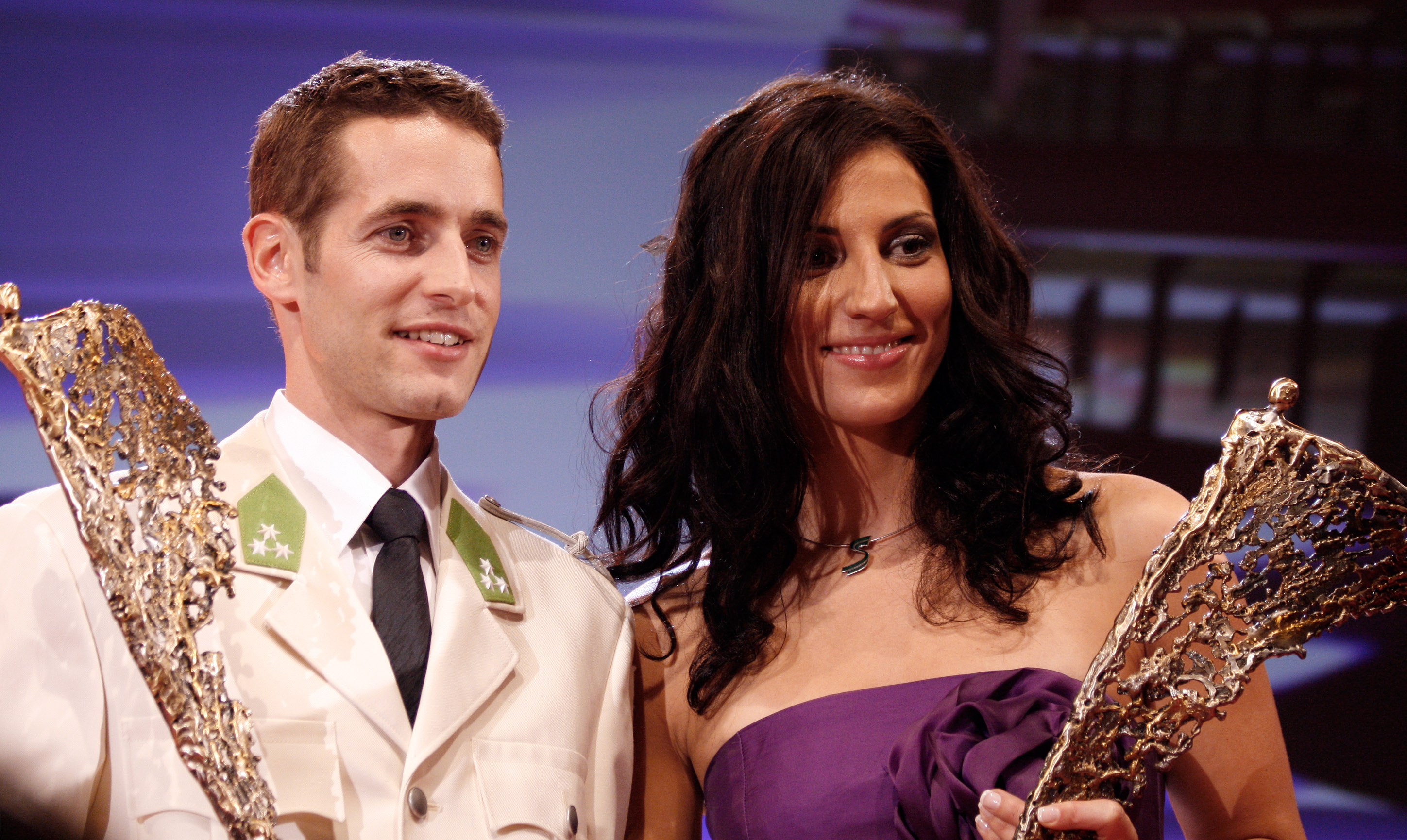
Thomas Morgenstern och Mirna Jukic tilldelas titeln Sportler des Jahres 2009.

Wolfgang Loitzl, född 13 januari 1980 i Bad Ischl i Österrike, är en österrikisk backhoppare som tävlat sedan 1997. Han tävlar för WSC Bad Mitterndorf.

## Karriär
Wolfgang Loitzl debuterade i Världscupen 6 januari 1997 i Bischofshofen i en deltävling i tysk-österrikiska backhopparveckan. Han slutade som nummer 41.
Loitzl startade i junior-VM i februari 1997 i Canmore i Alberta, Kanada. Han deltog i lagtävlingen där österrikiska juniorlaget blev bronsmedaljörer. Året efter, 21 januari 1998, blev Wolfgang Loitzl juniormästare individuellt i K95-backen i St. Moritz i Schweiz.

### Världscupen
Efter debuten i Bischhofshofen januari 1997, tävlade Loitzl i världscupen resten av säsongen 1997/1998 och slutade på 31:e plats sammanlagt. Säsongen 1998/1999 slutade han som nummer 12 totalt och kom på prispallen för första gången i en deltävling i världscupen efter en andraplats i Willingen i Tyskland 30 januari 1999. Första delsegern i världscupen kom 1 januari 2009 i Garmisch-Partenkirchen i en tävling som ingick i backhopparveckan. Han har tillsammans fyra delsegrar i världscupen. Han tog alla fyra segrarna januari 2009. Loitzl har tävlat 14 säsonger i världscupen. Sin bästa säsong hade han 2008/2009 da han blev nummer 3 sammanlagt.

### Skid-VM
Wolfgang Loitzl tävlade i sitt första VM i Lahtis i Finland 2001. I individuella tävlingarna blev han nummer 15 i stora backen (K116) och nummer 13 i normalbacken. I första lagtävlingen (i K116) blev Loitzl och lagkamraterna nummer 3 och vann bronsmedaljen efter Tyskland och Finland. I normalbacken gick det även bättre. Österrike vann i en tät kamp med Finland om guldmedaljerna. Österrike vann bataljen 2,0 poäng före Finland. I VM Oberstdorf 2005 deltog Loitzl och slutade som nummer 6 i normalbacken och 7 i stora backen i de individuella tävlingarna. I lagtävlingarna var österrikarna suveräna. Med Wolfgang Loitzl, Andreas Widhölzl, Thomas Morgenstern och Martin Höllwarth i laget, vann Österrike båda lagtävlingarna. Laget var 6,5 poäng före Tyskland och 41,0 poäng före Slovenien i normalbacken och 14,4 poäng före Finland och 23,8 poäng före Norge.
Under VM 2007 i Sapporo i Japan tävlade Loitzl i normalbacken individuellt och slutade som nummer 12. I lagtävlingen blev han åter världsmästare i lagtävling tillsammans med kamraterna Gregor Schlierenzauer, Andreas Kofler och Thomas Morgenstern. Österrike vann guldmedaljerna med klar marginal, 46,9 poäng före Norge och 94,3 poäng före hemmalaget Japan. I Liberec 2009 öppnade Wolfgang Loitzl VM-tävlingarna med å vinna guld i normalbacken, 7,0 poäng före Gregor Schlierenzauer som säkrade en österrikisk dubbel. I lagtävlingen var igen österrikarna suveräna och igen vann Loitzl och kamraterna med klar marginal över Norge (33,5 poäng bak Österrike) och Japan (53,1 poäng bak).
Under Skid-VM 2011 i Holmenkollen i Oslo deltog Loitzl bara i den individuella tävlingen i normalbacken (Midstubacken) och blev nummer 37 i ett VM der Österrike tog samtliga guldmedaljer (5 stycken).
Wolfgang Loitzl har hittills totalt vunnit sex guld (individuellt i normalbacke: 2009, lagguld i normalbacke: 2001, 2005; lagguld i stora backen: 2005, 2007, 2009) och en bronsmedalj (lagguld i stora backen: 2001) i VM-sammanhang.

### Olympiska spelen
Loitzl tävlade i sitt första OS i Salt Lake City 2002. Han fick tävla i det österrikiska laget som hamnade strax utanför pallen, dock med klar margin. Det blev en fjärdeplats 47,3 poäng efter de tyska guldvinnarna och 19,5 poäng från prispallen. Loitzl tävlade åter i OS nästa gång det begav sig på den nordamerikanska kontinenten, i Vancouver i Kanada 2010. Han blev nummer 11 i normalbacken och nummer 10 i stora backen. I lagtävlingen vann Wolfang Loitzl sin första olympiska medalj, guld tillsammans med Andreas Kofler Thomas Morgenstern och Gregor Schlierenzauer.

### Tysk-österrikiska backhopparveckan
Wolfgang Loitzl debuterade i tysk-österrikiska backhopparveckan säsongen 1997/1998. Hans bästa placering första säsongen var en 10:e plats i sista deltävlingen, i Bischofshofen. I säsongen 2000/2001 var han bland de tio bästa i total med en niondeplats. I många säsonger hade inte Loitzl några framgångar i backhopparveckan, men säsongen 2008/2009 blev en enda stor triumffärd för honom. Han vann de tre sista deltävlingarna (i Garmisch-Partenkirchen, Innsbruck och Bischhofshofen). I den sista deltävlingen i Bischofshofen fick han maximalt antal poäng (20) för första hoppet från alla fem domarna. I backhoppningshistorien har bara Anton Innauer (1976) och Kazuyoshi Funaki (1998) presterat lika bra. Han vann backhoppningsveckan före Simon Amman från Schweiz och landsmannen Gregor Schlierenzauer. 
Nästa säsong i backhopparveckan blev han nummer tre totalt, efter landsmannen Andreas Kofler och Janne Ahonen från Finland, och säsongen 2010/2011 blev han nummer 9 sammanlagt. Säsongen 2011/2012 misslyckades Loitzl totalt och blev nummer 37, 31, 24 och 21 i de fyra deltävlingarna.

### VM i skidflygning
Wolfgang Loitzl deltog i sitt första VM i skidflygning i Letalnica i Planica i Slovenien 2004. Han blev nummer 15 i individuella tävlingen, men fick sin första VM-medalj i lagtävlingen, efter Norge och Finland, tillsammans med Thomas Morgenstern, Andreas Goldberger och Andreas Widhölzl. I sitt andra och hittills sista skidflygnings-VM i Planica i 2010 nummer 6 i individuella tävlingen. I lagtävlingen vann österrikarna Gregor Schlierenzauer, Martin Koch, Thomas Morgenstern och Wolfgang Loitzl guldet klart före Norge (99,1 poäng bak österrikarna) och Finland (167,1 poäng bak). 

### Andra tävlingar
Loitzl har 14 säsonger i Sommar-Grand-Prix. Han har en delseger (i Hinterzarten augusti 2005. Två gånger har han blivit nummer två sammanlagt i Grand-Prix, 2005 och 2006. Han blev nummer 6 i Nordic Tournament (svenska: Nordiska turneringen) 2007.

## Utmärkelser
År 2009 tilldelades Wolfgang Loitzl priset Sportler des Jahres (svenska: Årets idrottare), kategori: Sportler (idrottare).

## Övrigt
Wolfgang Loitzls son Benjamin föddes den 12 januari 2005, hans andra barn Nikolas den 10 februari 2007. Han har varit gift med Marika sedan den 11 juni 2006.